# كريستوفر برغر
كريستوفر برغر (12 يوليو 1935 - 5 يونيو 2014 في جنوب أفريقيا) (بالإنجليزية: Christopher Burger)‏ هو لاعب كريكت جنوب أفريقي. شارك مع منتخب جنوب أفريقيا الوطني للكريكت.

## وصلات خارجية
- كريستوفر برغر على موقع إي آس بي آن كريك إنفو (الإنجليزية)